# Rider
Een rider is in de theater- en muziekwereld een lijst van beschikbare voorzieningen die een artiest wenst of eist om zijn optreden mogelijk te maken.

## Soorten

### Hospitality rider
Op een hospitality rider staan alle verzoeken om het de artiest zo comfortabel mogelijk te maken. Hierop staan alle eisen die niet tot de technische rider (zie onder) behoren maar die een band wel heeft.
Enkele veelvoorkomende eisen zijn:
- Voedsel en drank (soms ook alcoholisch)
- Handdoeken
- Vervoer en hotels
- Hulpje (een boodschappenjongen die alles regelt, inkopen doet en als persoonlijk chauffeur optreedt)
- Gratis toegangskaarten voor familie en vrienden
- Beveiliging en/of afsluitbare kleedkamers

### Technische rider
Hierin staan alle eisen op technisch gebied voor een optreden. In de technische rider staat duidelijk uitgelegd welke apparatuur de artiest of band nodig heeft, welke technici vereist zijn e.d. Veelvoorkomende eisen betreffen:
- Geluid
- Licht
- Backline (de versterkerinstallatie achter op het podium en soms ook de muziekinstrumenten die het theater of de organisator ter beschikking moet stellen)
- Crew (het benodigde aantal medewerkers, waaronder technici)

## Bekende riders
- Van Halen eiste op de kleedkamer M&M's, maar beslist geen bruine.[1] Later werd bekend dat deze "eis" was opgenomen om te testen of de rider (en daarmee ook belangrijke eisen op het gebied van veiligheid) daadwerkelijk was gelezen.[2]
- Eric Clapton wil in zijn kleedkamer ruimte hebben voor een tafelvoetbalspel.[3]
- Frank Sinatra vroeg in zijn rider naast een groot assortiment alcoholische dranken om een oproepbare keel-, neus- en oorarts.[4]
- Johnny Cash wilde een Amerikaanse vlag op het podium.[5]
- Paul McCartney eiste dat het podium door politiehonden werd onderzocht op mogelijke explosieven.[6]
- Elton John eiste dat zijn kleedkamer 's zomers 15 graden was en 's winters 20 graden.[7]